# Convenuto
Il convenuto, nel diritto processuale indica il soggetto contro il quale l'attore (soggetto attivo) esercita un'azione legale, mediante proponimento di domanda giudiziale.

## Caratteristiche
Da notare che la qualità di parte del convenuto non è legata ad una qualche attività processuale che egli svolga, in quanto assume la qualità di parte processuale per il solo fatto di essere chiamato in giudizio dall'attore; il convenuto contumace, pertanto, è comunque parte processuale e può subire gli effetti della sentenza.

## Ruolo e funzione
Il convenuto è una parte del giudizio e può chiedere il rigetto delle pretese dell'attore, ma può anche proporre a sua volta una propria domanda, definita domanda riconvenzionale, con la quale può avanzare le proprie richieste contro l'attore che lo ha citato in giudizio. 
Se il convenuto non provvede alla propria costituzione in giudizio secondo i tempi e i modi indicati dal codice di procedura civile, deve essere dichiarato contumace e subire il giudizio in sua assenza.